# Roberto Leal
Roberto Leal, nome d'arte di António Joaquim Fernandes (Macedo de Cavaleiros, 27 novembre 1951 – San Paolo, 15 settembre 2019), è stato un cantante, musicista e showman portoghese naturalizzato brasiliano.
Viene considerato ancora oggi "l'ambasciatore della musica portoghese in Brasile".

## Biografia
Trasferitosi giovanissimo in Brasile coi genitori e i nove fratelli, dopo aver svolto vari lavori riuscì ad affermarsi come cantante, diffondendo inizialmente la musica della sua terra - il fado - per poi passare al forro, al brega e ad altri generi musicali tipicamente brasiliani. La sua canzone più famosa, Arrebita, vide la luce nel 1973. Conosciuto anche nei Paesi ispanoamericani e in buona parte d'Europa, Leal vendette circa 17 milioni di album, ottenendo un gran numero di dischi d'oro e di platino. Alcuni brani furono incisi anche in una versione con testo in lingua mirandese.
Animò numerosi show televisivi di successo sia in Portogallo sia in Brasile. Negli anni ottanta fu anche conduttore radiofonico presso un'emittente di San Paolo.
Visse dividendosi tra il Paese di nascita e il Brasile. Nel 2011 pubblicò un'autobiografia.
Roberto Leal morì all'età di 67 anni il 15 settembre 2019 a San Paolo, per le complicazioni di un melanoma. 

## Vita privata
Era sposato ed ebbe tre figli, tra cui il musicista e produttore discografico Rodrigo Leal.

## Discografia parziale
- 1973 - Arrebita
- 1974 - Lisboa Antiga
- 1975 - Minha Gente
- 1976 - Carimbó Português
- 1977 - Rock Vira
- 1978 - Terra da Maria
- 1979 - Senhora da Serra
- 1980 - Obrigado Brasil
- 1981 - A Banda Chegou
- 1982 - Foi Preciso Navegar
- 1983 - Férias em Portugal
- 1984 - Baile dos Passarinhos
- 1985 - Um Grande Amor
- 1986 - Dá cá um Beijo
- 1987 - Como é Linda Minha Aldeia
- 1988 - A Fada dos Meus Fados
- 1989 - Em Algum Lugar
- 1990 - Quem Somos Nós
- 1991 - Gosto de Sal
- 1992 - Rumo ao Futuro
- 1992 - Romantismo de Portugal
- 1993 - Raça Humana
- 1994 - Vozes de Um Povo
- 1995 - Festa da Gente
- 1995 - Canções da minha Vida
- 1996 - O Poder da Fé, o Milagre de Sto. Ambrósio
- 1996 - Alma Minha
- 1996 - Refazendo História
- 1997 - Português Brasileiro
- 1998 - Forrandovira
- 1999 - Roberto Canta Roberto
- 2000 - O Melhor de...
- 2001 - Vira Brasil
- 2002 - Reencontro
- 2003 - Folclore I
- 2003 - Folclore II
- 2003 - Sucessos de Verão
- 2003 - Marchas Populares
- 2003 - Místico
- 2003 - Fadista
- 2003 - Canto a Portugal
- 2003 - Romântico
- 2003 - Brasileiro
- 2004 - De Jorge Amado a Pessoa
- 2005 - Alma Lusa
- 2006 - Sucessos da Minha Vida
- 2007 - Canto da Terra
- 2009 - Raiç/Raízes
- 2010 - Vamos Brindar!
- 2014 - Obrigado Brasil!
- 2016 - Arrebenta a Festa